# Джей, Кэсси
Кэсси Джей (англ. Cassie Jaye; род. 1 мая 1986, Форт Силл, Оклахома) — американская актриса, режиссёр и продюсер. Наиболее известна как автор документального фильма о движении за права мужчин «Красная таблетка».

## Биография
Родилась в Форт-Силл, штат Оклахома, США. В детстве проявляла интерес к творчеству и выступала в театральной группе. В 18 лет переехала в Лос-Анджелес, где работала актрисой на протяжении 5 лет. В 2008 году переехала в округ Марин, штат Калифорния.
Джей была недовольна стереотипными ролями, которые ей давали. Она их описывала как «милая девушка-соседка, всегда погибающая в фильмах ужасов». Это привело её к феминизму.
В том же 2008, основала свою студию Jaye Bird Productions и сняла первый документальный фильм «Папа, я сделаю» (англ. Daddy I Do). В фильме идёт речь о «движении чистоты» (пропагандирует воздержание от сексуальной жизни до брака) и о его влиянии на женскую сексуальность и жизнь. В фильме обсуждаются разные истории девушек и женщин, которые пережили подростковую беременность, являются одинокими матерями или пострадали от сексуального насилия.
В 2012 году вышел её фильма «Право на любовь: американская семья» (англ. The Right to Love: An American Family), в котором рассказывается о борьбе за права гей-пары, состоящей в браке в Калифорнии. Фильм получил четыре премии «Телли».
В 2016 году вышел её документальный фильм «Красная таблетка». Фильм рассказывает о феминистке, исследующей движение за права мужчин. Изначально она полагает, что это движение ненависти, но постепенно переубеждается, ставя под сомнения свои прежние взгляды на понятия гендера, власти и привилегий.
В фильме обсуждаются проблемы мужчин: низкая продолжительность жизни мужчин, высокий уровень самоубийств, отсутствие репродуктивных прав, неравенство в сфере воинской повинности, нарушения презумпции невиновности и многое другое.
Джей также является автором нескольких короткометражных документальных и рекламных фильмов.

## Фильмография
- Папа, я сделаю (2010)
- Право на любовь: американская семья (2012)
- Красная таблетка (2016)

## Награды
- 2010, Best Documentary — «Daddy I Do», Action On Film International Film Festival[8]
- 2010, Best Documentary — «Daddy I Do», Idyllwild International Festival of Cinema[9]
- 2010, Best Docu-Drama — «Daddy I Do», Bare Bones International Film Festival[источник не указан 2222 дня]
- 2012, Best Social Commentary Award, «The Right to Love: An American Family», Action On Film International Film Festival[10]
- 2012, Grand Jury Award — «The Right to Love: An American Family», Bare Bones International Film Festival[источник не указан 2222 дня]
- 2017, "Best Documentary Feature" – The Red Pill, Louisiana International Film Festival[11]
- 2017, Best of Festival, Excellence In Producing A Documentary и Excellence In Directing Documentary — «The Red Pill», Idyllwild International Festival of Cinema[12]
- 2017, Women In Film — «The Red Pill», Digital Hollywood DigiFest Film Festival[13]

## Личная жизнь
Кэсси Джей и Эван Дейвис поженились в июне 2018 года. Дейвис работал оператором в фильме «Красная таблетка».
В сентябре 2018 года Джей обнаружила, что беременна, но примерно через месяц у неё случился выкидыш. Она записала события своей беременности и выкидыша в видеоматериале под кодовым названием «Робин», имя, которое она дала ребёнку выкидышу. Она рассматривала возможность создания документального проекта, основанного на этих кадрах, который будет называться «В ожидании выкидыша».